# Aplidium ovum
Aplidium ovum är en sjöpungsart som beskrevs av Monniot och Gaill 1978. Aplidium ovum ingår i släktet Aplidium och familjen klumpsjöpungar. Inga underarter finns listade i Catalogue of Life.